# Duminitschi (Kaliningrad)
Duminitschi (russisch Думиничи, deutsch Giggarn, 1938 bis 1945 Girren, litauisch Gygarai) ist ein Ort in der russischen Oblast Kaliningrad. Er gehört zur kommunalen Selbstverwaltungseinheit Stadtkreis Neman im Rajon Neman.

## Geographische Lage
Duminitschi liegt 18 Kilometer südwestlich der Kreisstadt Neman (Ragnit) und ist über eine Stichstraße von Kanasch (Jurgaitschen, 1938 bis 1946 Königskirch) aus zu erreichen. Eine Bahnanbindung besteht nicht.

## Geschichte
Vor 1945 bestand das einst Giggarn genannte Dorf aus zwei großen Höfen. Zwischen 1874 und 1945 war das kleine Dorf in den Amtsbezirk Jurgaitschen (der Ort heißt russisch: Kanasch) eingegliedert, der ab 1939 „Amtsbezirk Königskirch“ hieß und zum Kreis Ragnit, ab 1922 zum Landkreis Tilsit-Ragnit im Regierungsbezirk Gumbinnen der preußischen Provinz Ostpreußen gehörte. Am 3. Juni – amtlich bestätigt am 16. Juli – im Jahre 1938 wurde Giggarn aus politisch-ideologischen Gründen zur Vermeidung fremdländisch klingender Ortsnamen in „Girren“ umbenannt.
Im Jahre 1945 kam das Dorf in Kriegsfolge mit dem nördlichen Ostpreußen zur Sowjetunion und erhielt 1950 die russische Bezeichnung Duminitschi. Gleichzeitig wurde der Ort in den Dorfsowjet Kanaschski selski Sowet im Rajon Sowetsk eingeordnet. Seit 1954 gehörte Duminitschi zum Nowokolchosnenski selski Sowet und seit etwa 1997 (wieder) zum Dorfbezirk Kanaschski selski okrug. Von 2008 bis 2016 gehörte Duminitschi zur Landgemeinde Schilinskoje selskoje posselenije und seither zum Stadtkreis Neman.

### Einwohnerentwicklung
| Jahr | Einwohner |
| ---- | --------- |
| 1910 | 57        |
| 1933 | 58        |
| 1939 | 46        |
| 2002 | 50        |
| 2010 | 27        |

## Kirche
Mit seinen fast ausnahmslos evangelischen Einwohnern war Giggarn resp. Girren bis 1945 ein Dorf im Kirchspiel der Kirche Jurgaitschen. Sie gehörte zuletzt zur Diözese Tilsit im Kirchenkreis Tilsit-Ragnit innerhalb der Kirchenprovinz Ostpreußen der Kirche der Altpreußischen Union. Heute liegt Duminitschi im Einzugsbereich zweier neu entstandener evangelisch-lutherischen Gemeinden: in Slawsk (Heinrichswalde) bzw. in Bolschakowo (Groß Skaisgirren, 1938 bis 1946 Kreuzingen). Beide sind Teil der Propstei Kaliningrad (Königsberg) der Evangelisch-lutherischen Kirche Europäisches Russland.